# Primnoisis ambigua
Primnoisis ambigua is een zachte koraalsoort uit de familie Isididae. De koraalsoort komt uit het geslacht Primnoisis. Primnoisis ambigua werd in 1889 voor het eerst wetenschappelijk beschreven door Wright & Studer. 